# Zagorica pri Dobrniču
Zagorica pri Dobrniču je naselje u slovenskoj Općini Trebnju. Zagorica pri Dobrniču se nalazi u pokrajini Dolenjskoj i statističkoj regiji Jugoistočnoj Sloveniji. 

## Stanovništvo
Prema popisu stanovništva iz 2002. godine naselje je imalo 57 stanovnika.